# Michèle Lionnet
Michèle Lionnet (ur. 1 lutego 1961) – francuska judoczka. Startowała w Pucharze Świata w 1990. Brązowa medalistka mistrzostw Europy w 1987, a także zdobyła dwa medale w drużynie. Wygrała akademickie MŚ w 1986 i druga w 1984. Mistrzyni Francji w 1985 i 1987 roku.